# イ・スクジャ
イ・スクジャ（漢字表示:李淑子、ハングル表記:이숙자、ラテン翻記:Lee Sook-ja、女性、1980年6月17日 - ）は、大韓民国の元バレーボール選手である。元韓国代表。

## 来歴
京畿道平沢郡（現在の平沢市）出身。恩恵女子商業高校在学中に、韓国ジュニア代表に選出され名を馳せた。1998年に現代建設に入団したが、チームには大韓民国代表のカン・ヘミがおり、スクジャはベンチを温めるしかなかった。2004年にアテネオリンピックが終了するとカン・ヘミが引退し、プロリーグ初年となった2004/05シーズンにスクジャは正セッターとなり、2006/07シーズンには準優勝に貢献した。
2007年にVリーグで新設されたフリーエージェント制によるFA資格を得て、プロリーグ発足前から現代建設で苦楽をともにしたチョン・デヨンと共に、GSカルテックスに移籍した。移籍後の2007/08シーズン序盤では、カルテックスのアタッカー陣と呼吸の合わない場面が見られたが、次第に息があいチャンピオン決定戦で興国生命ピンクスパイダーズを下し、優勝を果たした。
2014年のシーズン後に現役を引退し、KBSNのバレーボール解説者となった。

## 代表歴
- 三大大会
  - オリンピック - 2012年（4位）
- その他大会
  - アジア選手権 - 2007年（4位）、2009年（4位）、2011年（銅メダル）
  - アジアカップ・バレーボール選手権 - 2008年（銀メダル）

## 所属チーム
- 現代建設 （1998-2007年）
- GSカルテックス （2007-2014年）

## 受賞歴
- 2008年 - 第1回アジアカップ・バレーボール選手権 ベストセッター賞

## 参考サイト
- FIVB - ロンドンオリンピック出場選手